# Liste der Kakteengattungen

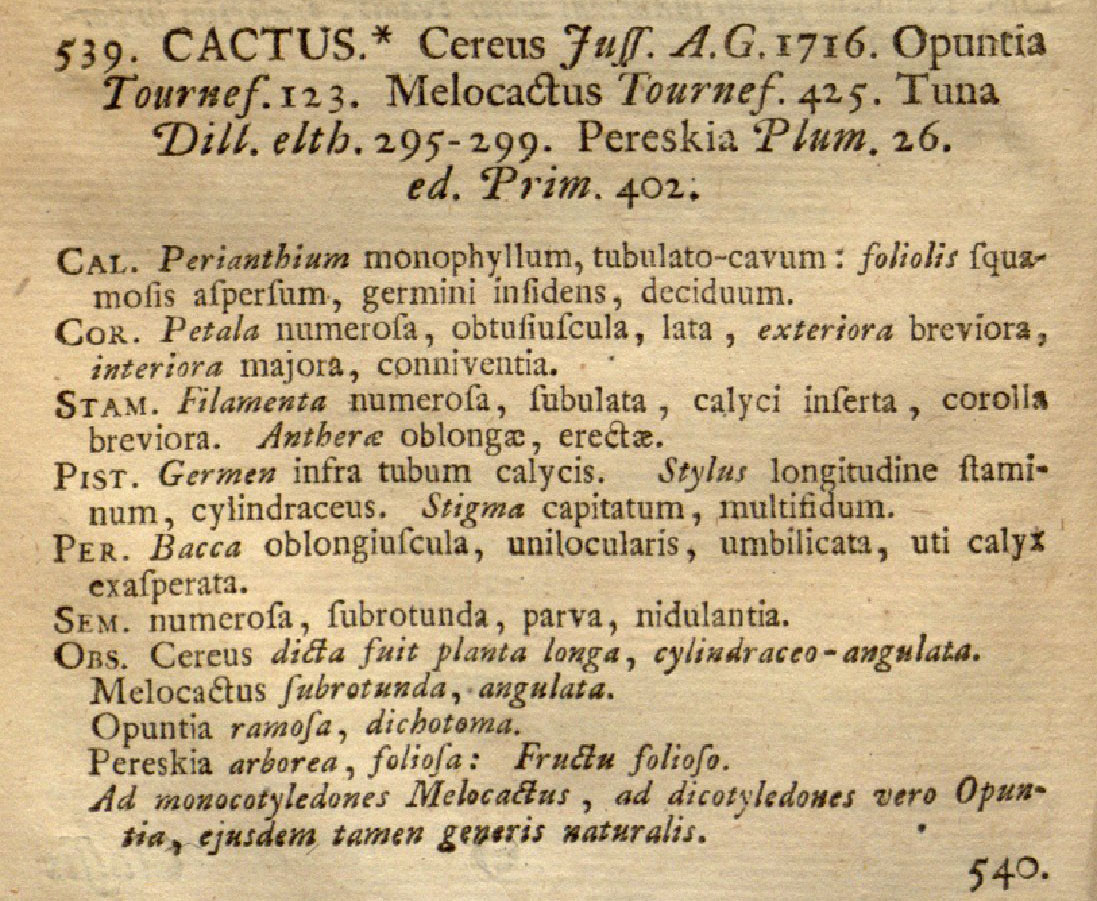
Linnés Beschreibung der Gattung Cactus in der 5. Auflage von Genera Plantarum (1754)

Die Liste der Kakteengattungen enthält die in der Familie der Kakteengewächse beschriebenen Gattungen und Gattungssynonyme.
Die erste moderne Beschreibung einer Kakteengattung und ihrer Arten erfolgte 1753 durch Carl von Linné in seinem Werk Species Plantarum. Unter dem Gattungsnamen Cactus fasste er alle Kakteenarten zusammen. Er verwarf dabei die bereits etablierten Gattungsnamen Cereus, Opuntia und Pereskia, die jedoch ein Jahr später durch Philip Miller wieder aufgegriffen wurden. Ludwig Georg Karl Pfeiffer nutzte 1837 zehn Gattungen zur Klassifizierung der Kakteen. Karl Moritz Schumann führte 1898 in seiner Gesamtbeschreibung der Kakteen 21 Gattungen auf. Das vierbändige Werk The Cactaceae (1919–1923) der Amerikaner Nathaniel Lord Britton und Joseph Nelson Rose enthielt Beschreibungen zu 124 Kakteengattungen. 1966 splittete der deutsche Pflanzensammler und Kakteenforscher Curt Backeberg die Familie der Kakteen in 236 Gattungen auf. Gegenwärtig (2011) sind allgemein etwa 125 Gattungen anerkannt.

## Liste
- Gattung: Name der Gattung einschließlich des Autorenkürzels
- Autor(en): Erstbeschreiber der Gattung
- Jahr: Jahr der Erstbeschreibung
- Land: Nationalität(en) der/des Erstbeschreiber(s)
- Synonym zu: Gattung zu der die Gattung als synonym angesehen wird
- Anmerkungen: Nomenklatorische Hinweise zum Status der Gattung gemäß dem Internationalen Code der Botanischen Nomenklatur (ICBN). Die Abkürzung nom. inval. steht für nomen invalidum, d. h. ungültiger Name. Dabei handelt es sich um einen zugewiesenen Namen, der kein Name im Sinne der Regeln des ICBN ist. Die Abkürzung nom. illeg. bedeutet nomen illegitimum, d. h. ungesetzlicher Name. Dieser veröffentlichte Name verstößt gegen eine der Regeln des ICBN.

| Gattung                                              | Autor(en)                                                      | Jahr | Land                            | Synonym zu         | Anmerkungen                        |
| ---------------------------------------------------- | -------------------------------------------------------------- | ---- | ------------------------------- | ------------------ | ---------------------------------- |
| Acanthanthus Y.Itô                                   | Yoshi Itô                                                      | 1981 | Japan                           | Echinopsis         | nom. illeg. Art. 52.1              |
| Acanthocalycium Backeb.                              | Curt Backeberg                                                 | 1936 | Deutschland                     |                    |                                    |
| Acanthocephala Backeb.                               | Curt Backeberg                                                 | 1938 | Deutschland                     | Parodia            |                                    |
| Acanthocereus (Engelm. ex A.Berger) Britton & Rose   | Nathaniel Lord Britton und Joseph Nelson Rose                  | 1909 | Vereinigte Staaten              |                    |                                    |
| Acantholobivia Backeb.                               | Curt Backeberg                                                 | 1942 | Deutschland                     | Echinopsis         |                                    |
| Acantholobivia Y.Itô                                 | Yoshi Itô                                                      | 1957 | Japan                           | Echinopsis         | nom. illeg. Art. 53.1              |
| Acanthopetalus Y.Itô                                 | Yoshi Itô                                                      | 1957 | Japan                           | Echinopsis         | nom. illeg. Art. 52.1              |
| Acanthorhipsalis (K.Schum.) Britton & Rose           | Nathaniel Lord Britton und Joseph Nelson Rose                  | 1923 | Vereinigte Staaten              | Lepismium          |                                    |
| Acanthorhipsalis Kimnach                             | Myron William Kimnach                                          | 1984 | Vereinigte Staaten              | Lepismium          | nom. illeg. Art. 53.1              |
| Acharagma (N.P.Taylor) Glass                         | Charles Edward Glass                                           | 1997 | Vereinigte Staaten              |                    |                                    |
| Airampoa Frič                                        | Alberto Vojtěch Frič                                           | 1933 | Tschechoslowakei                | Tunilla            | nom. inval. Art. 32.1c             |
| Akersia Buining                                      | Albert Frederik Hendrik Buining                                | 1961 | Niederlande                     | Cleistocactus      |                                    |
| Ancistrocactus Britton & Rose                        | Nathaniel Lord Britton und Joseph Nelson Rose                  | 1923 | Vereinigte Staaten              | Sclerocactus       |                                    |
| Anhalonium Lem.                                      | Charles Lemaire                                                | 1839 | Frankreich                      | Ariocarpus         |                                    |
| Anisocereus Backeb.                                  | Curt Backeberg                                                 | 1938 | Deutschland                     | Pachycereus        |                                    |
| Aparadoa Vliet                                       | Dirk Jan van Vliet                                             | 1986 | Niederlande                     | Parodia            | nom. inval. Art. 36.1, 37.1        |
| Aporocactus Lem.                                     | Charles Lemaire                                                | 1860 | Frankreich                      | Disocactus         |                                    |
| Arequipa Britton & Rose                              | Nathaniel Lord Britton und Joseph Nelson Rose                  | 1922 | Vereinigte Staaten              | Oreocereus         |                                    |
| Arequipiopsis Kreuz. & Buining                       | Kurt G. Kreuzinger und Albert Frederik Hendrik Buining         | 1941 | Tschechoslowakei, Niederlande   | Oreocereus         |                                    |
| Ariocarpus Scheidw.                                  | Michael Joseph François Scheidweiler                           | 1838 | Belgien                         |                    |                                    |
| Armatocereus Backeb.                                 | Curt Backeberg                                                 | 1938 | Deutschland                     |                    |                                    |
| Arrojadoa Britton & Rose                             | Nathaniel Lord Britton und Joseph Nelson Rose                  | 1920 | Vereinigte Staaten              |                    |                                    |
| Arrojadoopsis Guiggi                                 | Alessandro Guiggi                                              | 2007 | Italien                         |                    | Typus Arrojadoa marylanae, Status? |
| Arthrocereus A.Berger                                | Alwin Berger                                                   | 1929 | Deutschland                     |                    |                                    |
| Arthrophyllum Labour.                                | J. Labouret                                                    | 1853 | Frankreich                      | Epiphyllum         | nom. illeg. Art 51.1               |
| Astrophytum Lem.                                     | Charles Lemaire                                                | 1839 | Frankreich                      |                    |                                    |
| Aulacothele (Lem.) Monv.                             | Hippolyte Boissel de Monville                                  | 1846 | Frankreich                      | Coryphantha        |                                    |
| Austrocactus Britton & Rose                          | Nathaniel Lord Britton und Joseph Nelson Rose                  | 1922 | Vereinigte Staaten              |                    |                                    |
| Austrocephalocereus Backeb.                          | Curt Backeberg                                                 | 1938 | Deutschland                     | Micranthocereus    |                                    |
| Austrocylindropuntia Backeb.                         | Curt Backeberg                                                 | 1938 | Deutschland                     |                    |                                    |
| Aylostera Speg.                                      | Carlo Luigi Spegazzini                                         | 1923 | Argentinien                     | Rebutia            |                                    |
| Aztekium Boed.                                       | Friedrich Bödeker                                              | 1929 | Deutschland                     |                    |                                    |
| Azureocereus Akers & H.Johnson                       | John F. Akers und Joseph Harry Johnson                         | 1949 | Vereinigte Staaten              | Browningia         |                                    |
| Backebergia Bravo                                    | Helia Bravo Hollis                                             | 1954 | Mexiko                          | Pachycereus        |                                    |
| Bartschella Britton & Rose                           | Nathaniel Lord Britton und Joseph Nelson Rose                  | 1923 | Vereinigte Staaten              | Mammillaria        |                                    |
| Bergerocactus Britton & Rose                         | Nathaniel Lord Britton und Joseph Nelson Rose                  | 1909 | Vereinigte Staaten              |                    |                                    |
| Bergerocereus Frič                                   | Alberto Vojtěch Frič                                           | 1935 | Tschechoslowakei                | Bergerocactus      | nom. illeg. Art. 52.1              |
| Binghamia Britton & Rose                             | Nathaniel Lord Britton und Joseph Nelson Rose                  | 1920 | Vereinigte Staaten              | Espostoa           |                                    |
| Bisnaga Orcutt                                       | Charles Russell Orcutt                                         | 1926 | Vereinigte Staaten              | Ferocactus         |                                    |
| Blossfeldia Werderm.                                 | Erich Werdermann                                               | 1937 | Deutschland                     |                    |                                    |
| Bolivicactus Doweld                                  | Alexander Borissowitsch Doweld                                 | 2000 | Russland                        | Parodia            |                                    |
| Bolivicereus Cárdenas                                | Martín Cárdenas                                                | 1951 | Bolivien                        | Cleistocactus      |                                    |
| Bonifazia Standl. & Steyerm.                         | Paul Carpenter Standley und Julian Alfred Steyermark           | 1944 | Vereinigte Staaten              | Disocactus         |                                    |
| Borzicactella F.Ritter                               | Friedrich Ritter                                               | 1981 | Deutschland                     | Cleistocactus      |                                    |
| Borzicactus Riccob.                                  | Vincenzo Riccobono                                             | 1909 | Italien                         | Cleistocactus      |                                    |
| Brachycalycium Backeb.                               | Curt Backeberg                                                 | 1942 | Deutschland                     | Gymnocalycium      |                                    |
| Brachycereus Britton & Rose                          | Nathaniel Lord Britton und Joseph Nelson Rose                  | 1920 | Vereinigte Staaten              |                    |                                    |
| Bragaia Esteves, Hofacker & P.J.Braun                | Eddie Esteves Pereira, Andreas Hofacker und Pierre Josef Braun | 2009 | Deutschland                     |                    |                                    |
| Brasilicactus Backeb.                                | Curt Backeberg                                                 | 1942 | Deutschland                     | Parodia            | nom. illeg. Art. 52.1?             |
| Brasilicereus Backeb.                                | Curt Backeberg                                                 | 1938 | Deutschland                     |                    |                                    |
| Brasiliopuntia (K.Schum.) A.Berger                   | Alwin Berger                                                   | 1926 | Deutschland                     |                    |                                    |
| Brasiliparodia F.Ritter                              | Friedrich Ritter                                               | 1979 | Deutschland                     | Parodia            |                                    |
| Brasilocactus Frič                                   | Alberto Vojtěch Frič                                           | 1935 | Tschechoslowakei                | Parodia            | nom. illeg. Art. 52.1              |
| Bravocactus Doweld                                   | Alexander Borissowitsch Doweld                                 | 1998 | Russland                        | Turbinicarpus      | nom. illeg. Art. 52.1              |
| Brittonrosea Speg.                                   | Carlo Luigi Spegazzini                                         | 1923 | Argentinien                     | Stenocactus        | nom. illeg. Art. 52.1              |
| Browningia Britton & Rose                            | Nathaniel Lord Britton und Joseph Nelson Rose                  | 1920 | Vereinigte Staaten              |                    |                                    |
| Buiningia Buxb.                                      | Franz Buxbaum                                                  | 1971 | Österreich                      | Coleocephalocereus |                                    |
| Cactus L.                                            | Carl von Linné                                                 | 1753 | Schweden                        | Mammillaria        |                                    |
| Calymmanthium F.Ritter                               | Friedrich Ritter                                               | 1962 | Deutschland                     |                    |                                    |
| Carnegiea Britton & Rose                             | Nathaniel Lord Britton und Joseph Nelson Rose                  | 1908 | Vereinigte Staaten              |                    |                                    |
| Carpophillus Neck.                                   | Noël Martin Joseph de Necker                                   | 1790 | Deutschland                     | Pereskia           | nom. illeg. Art. 52.1              |
| Castellanosia Cárdenas                               | Martín Cárdenas                                                | 1951 | Bolivien                        | Browningia         |                                    |
| Cephalocereus Pfeiff.                                | Ludwig Georg Karl Pfeiffer                                     | 1938 | Deutschland                     |                    |                                    |
| Cephalocleistocactus F.Ritter                        | Friedrich Ritter                                               | 1959 | Deutschland                     |                    |                                    |
| Cephalomamillaria Frič                               | Alberto Vojtěch Frič                                           | 1924 | Tschechoslowakei                | Epithelantha       | nom. illeg. Art. 52.1              |
| Cephalophorus Lem.                                   | Charles Lemaire                                                | 1838 | Frankreich                      | Cephalocereus      | nom. inval. Art. 34.1b             |
| Ceratistes Byles                                     | Ronald Stewart Byles                                           | 1957 | Vereinigtes Königreich          | Eriosyce           | nom. inval. Art. 36.1              |
| Cereus Mill.                                         | Philip Miller                                                  | 1754 | Vereinigtes Königreich          |                    |                                    |
| Chaffeyopuntia Frič                                  | Alberto Vojtěch Frič                                           | 1935 | Tschechoslowakei                | Opuntia            | nom. inval. Art. 36.1              |
| Chamaecereus Britton & Rose                          | Nathaniel Lord Britton und Joseph Nelson Rose                  | 1922 | Vereinigte Staaten              | Echinopsis         |                                    |
| Chiapasia Britton & Rose                             | Nathaniel Lord Britton und Joseph Nelson Rose                  | 1923 | Vereinigte Staaten              | Disocactus         |                                    |
| Chiapasophyllum Doweld                               | Alexander Borissowitsch Doweld                                 | 2002 | Russland                        | Selenicereus       |                                    |
| Chichipia Backeb.                                    | Curt Backeberg                                                 | 1950 | Deutschland                     | Polaskia           | nom. illeg. Art. 52.1              |
| Chilenia Backeb.                                     | Curt Backeberg                                                 | 1936 | Deutschland                     | Eriosyce           | nom. inval. Art. 36.1              |
| Chilenia Backeb.                                     | Curt Backeberg                                                 | 1938 | Deutschland                     | Eriosyce           |                                    |
| Chilenia Backeb.                                     | Curt Backeberg                                                 | 1939 | Deutschland                     | Eriosyce           | nom. inval. Art. 53.1              |
| Chileniopsis Backeb.                                 | Curt Backeberg                                                 | 1936 | Deutschland                     | Eriosyce           |                                    |
| Chileorebutia Frič ex F.Ritter                       | Friedrich Ritter                                               | 1959 | Deutschland                     | Eriosyce           | nom. illeg. Art. 52.1              |
| Chilita Orcutt                                       | Charles Russell Orcutt                                         | 1926 | Vereinigte Staaten              | Mammillaria        |                                    |
| Cinnabarinea Frič ex F.Ritter                        | Friedrich Ritter                                               | 1980 | Deutschland                     | Echinopsis         |                                    |
| Cintia Kníže & Říha                                  | Karel Kníže und Jan Říha                                       | 1995 | Tschechien                      |                    |                                    |
| Cipocereus F.Ritter                                  | Friedrich Ritter                                               | 1980 | Deutschland                     |                    |                                    |
| Cirinosum Neck.                                      | Noël Martin Joseph de Necker                                   | 1790 | Deutschland                     | Cereus             | nom. illeg. Art. 52.1?             |
| Clavarioidia Frič & Schelle                          | Alberto Vojtěch Frič und Ernst Schelle                         | 1935 | Tschechoslowakei, Deutschland   | Opuntia            | nom. inval. Art. 36.1              |
| Clavatopuntia Frič & Schelle                         | Alberto Vojtěch Frič und Ernst Schelle                         | 1935 | Tschechoslowakei, Deutschland   | Opuntia            | nom. inval. Art. 36.1              |
| Cleistocactus Lem.                                   | Charles Lemaire                                                | 1861 | Frankreich                      |                    |                                    |
| Cleistocereus Frič & Kreuz.                          | Alberto Vojtěch Frič und Kurt G. Kreuzinger                    | 1935 | Tschechoslowakei                | Cleistocactus      | nom. illeg. Art. 52.1              |
| Clistanthocereus Backeb.                             | Curt Backeberg                                                 | 1937 | Deutschland                     | Cleistocactus      |                                    |
| Cochemiea (K.Brandegee) Walton                       | Frederick Arthur Walton                                        | 1899 | Vereinigte Staaten              | Mammillaria        |                                    |
| Cochiseia W.H.Earle                                  | William Hubert Earle                                           | 1976 | Vereinigte Staaten              | Escobaria          |                                    |
| Coleocephalocereus Backeb.                           | Curt Backeberg                                                 | 1938 | Deutschland                     |                    |                                    |
| Coloradoa Boissev. & C.Davidson                      | Charles Hercules Boissevain und Carol Davidson                 | 1940 | Vereinigte Staaten              | Sclerocactus       |                                    |
| Consolea Lem.                                        | Charles Lemaire                                                | 1862 | Frankreich                      |                    |                                    |
| Copiapoa Britton & Rose                              | Nathaniel Lord Britton und Joseph Nelson Rose                  | 1922 | Vereinigte Staaten              |                    |                                    |
| Corryocactus Britton & Rose                          | Nathaniel Lord Britton und Joseph Nelson Rose                  | 1920 | Vereinigte Staaten              |                    |                                    |
| Corryocereus Frič & Kreuz.                           | Alberto Vojtěch Frič und Kurt G. Kreuzinger                    | 1935 | Tschechoslowakei                | Corryocactus       | nom. illeg. Art. 52.1              |
| Corynopuntia F.M.Knuth                               | Frederik Marcus Knuth                                          | 1936 | Dänemark                        | Grusonia           |                                    |
| Coryphantha (Engelm.) Lem.                           | Charles Lemaire                                                | 1868 | Frankreich                      |                    |                                    |
| Cryptocereus Alexander                               | Edward Johnston Alexander                                      | 1950 | Vereinigte Staaten              | Selenicereus       |                                    |
| Cullmannia Distefano                                 | Concetto Distefano                                             | 1956 | Italien                         | Peniocereus        |                                    |
| Cumarinia (Knuth) Buxb.                              | Franz Buxbaum                                                  | 1951 | Österreich                      | Coryphantha        |                                    |
| Cumulopuntia Frič ex F.Ritter                        | Friedrich Ritter                                               | 1980 | Deutschland                     |                    |                                    |
| Cylindrolobivia Y.Itô                                | Yoshi Itô                                                      | 1981 | Japan                           | Echinopsis         | nom. illeg. Art. 36.1, 37.1        |
| Cylindropuntia (Engelm.) F.M.Knuth                   | Frederik Marcus Knuth                                          | 1935 | Dänemark                        |                    |                                    |
| Cylindrorebutia Frič & Kreuz.                        | Alberto Vojtěch Frič und Kurt G. Kreuzinger                    | 1936 | Tschechoslowakei                | Rebutia            | nom. inval. Art. 36.1              |
| Dactylanthocactus Y.Itô                              | Yoshi Itô                                                      | 1981 | Japan                           | Parodia            | nom. illeg. Art. 52.1              |
| Deamia Britton & Rose                                | Nathaniel Lord Britton und Joseph Nelson Rose                  | 1920 | Vereinigte Staaten              | Selenicereus       |                                    |
| Delaetia Backeb.                                     | Curt Backeberg                                                 | 1938 | Deutschland                     | Eriosyce           | nom. inval. Art. 37.1              |
| Demnosa Frič                                         | Alberto Vojtěch Frič                                           | 1929 | Tschechoslowakei                | Denmoza            | nom. inval. Art. 32.1c             |
| Dendrocereus Britton & Rose                          | Nathaniel Lord Britton und Joseph Nelson Rose                  | 1920 | Vereinigte Staaten              |                    |                                    |
| Denmoza Britton & Rose                               | Nathaniel Lord Britton und Joseph Nelson Rose                  | 1922 | Vereinigte Staaten              |                    |                                    |
| Digitorebutia Frič & Kreuz. ex Buining               | Albert Frederik Hendrik Buining                                | 1940 | Niederlande                     | Rebutia            |                                    |
| Digitostigma Velazco & Nevárez                       | Carlos Gerardo Velazco und Manuel Nevárez                      | 2002 | Mexiko                          | Astrophytum        | nom. inval. Art. 37.5              |
| Diploperianthium F.Ritter                            | Friedrich Ritter                                               | 1958 | Deutschland                     | Calymmanthium      | nom. inval. Art. 36.1              |
| Discocactus Pfeiff.                                  | Ludwig Georg Karl Pfeiffer                                     | 1937 | Deutschland                     |                    |                                    |
| Disisocactus Kunze                                   | Gustav Kunze                                                   | 1845 | Deutschland                     | Disocactus         | nom. illeg. Art. 52.1?             |
| Disisorhipsalis Doweld                               | Alexander Borissowitsch Doweld                                 | 2002 | Russland                        | Disocactus         |                                    |
| Disocactus Lindl.                                    | John Lindley                                                   | 1845 | Vereinigtes Königreich          |                    |                                    |
| Disocereus Frič & Kreuz.                             | Alberto Vojtěch Frič und Kurt G. Kreuzinger                    | 1835 | Tschechoslowakei                | Disocactus         | nom. illeg. Art. 52.1              |
| Dolichothele Britton & Rose                          | Nathaniel Lord Britton und Joseph Nelson Rose                  | 1923 | Vereinigte Staaten              | Mammillaria        |                                    |
| Ebnerella Buxb.                                      | Franz Buxbaum                                                  | 1951 | Österreich                      | Mammillaria        |                                    |
| Eccremocactus Britton & Rose                         | Nathaniel Lord Britton und Joseph Nelson Rose                  | 1913 | Vereinigte Staaten              | Weberocereus       |                                    |
| Echinocactus Link & Otto                             | Heinrich Friedrich Link und Christoph Friedrich Otto           | 1827 | Deutschland                     |                    |                                    |
| Echinocereus Engelm.                                 | George Engelmann                                               | 1848 | Vereinigte Staaten              |                    |                                    |
| Echinofossulocactus Lawr.                            | George Lawrence                                                | 1841 | Vereinigtes Königreich          | Echinocactus       |                                    |
| Echinolobivia Y.Itô                                  | Yoshi Itô                                                      | 1950 | Japan                           | Echinopsis         | nom. inval. Art 36.1               |
| Echinomastus Britton & Rose                          | Nathaniel Lord Britton und Joseph Nelson Rose                  | 1922 | Vereinigte Staaten              |                    |                                    |
| Echinopsis Zucc.                                     | Joseph Gerhard Zuccarini                                       | 1837 | Deutschland                     |                    |                                    |
| Echinorebutia Frič                                   | Alberto Vojtěch Frič                                           | 1933 | Tschechoslowakei                | Rebutia            | nom. inval. Art. 36.1              |
| Efossus Orcutt                                       | Charles Russell Orcutt                                         | 1926 | Vereinigte Staaten              | Stenocactus        | nom. illeg. Art. 52.1              |
| Emorycactus Doweld                                   | Alexander Borissowitsch Doweld                                 | 1996 | Russland                        | Echinocactus       |                                    |
| Encephalocarpus A.Berger                             | Alwin Berger                                                   | 1929 | Deutschland                     | Pelecyphora        |                                    |
| Eomatucana F.Ritter                                  | Friedrich Ritter                                               | 1965 | Deutschland                     | Matucana           |                                    |
| Epiphyllanthus A.Berger                              | Alwin Berger                                                   | 1905 | Deutschland                     | Schlumbergera      |                                    |
| Epiphyllopsis A.Berger                               | Alwin Berger                                                   | 1929 | Deutschland                     | Hatiora            |                                    |
| Epiphyllum Haw.                                      | Adrian Hardy Haworth                                           | 1812 | Vereinigtes Königreich          |                    |                                    |
| Epiphyllum Pfeiff.                                   | Ludwig Georg Karl Pfeiffer                                     | 1937 | Deutschland                     | Schlumbergera      | nom. illeg. Art 53.1               |
| Epithelantha F.A.C.Weber ex Britton & Rose           | Nathaniel Lord Britton und Joseph Nelson Rose                  | 1922 | Vereinigte Staaten              |                    |                                    |
| Erdisia Britton & Rose                               | Nathaniel Lord Britton und Joseph Nelson Rose                  | 1920 | Vereinigte Staaten              | Corryocactus       |                                    |
| Eriocactus Backeb.                                   | Curt Backeberg                                                 | 1942 | Deutschland                     | Parodia            | nom. illeg. Art. 52.1              |
| Eriocephala Backeb.                                  | Curt Backeberg                                                 | 1938 | Deutschland                     | Parodia            |                                    |
| Eriocereus Riccob.                                   | Vincenzo Riccobono                                             | 1909 | Italien                         | Harrisia           | nom. illeg. Art. 52.1              |
| Eriosyce Phil.                                       | Rudolph Amandus Philippi                                       | 1872 | Deutschland                     |                    |                                    |
| Erythrocereus Houghton                               | Arthur Duvernoix Houghton                                      | 1931 | Vereinigte Staaten              | Facheiroa          | nom. inval. Art. 32.1c, 34.1b      |
| Erythrorhipsalis A.Berger                            | Alwin Berger                                                   | 1920 | Deutschland                     | Rhipsalis          |                                    |
| Escobaria Britton & Rose                             | Nathaniel Lord Britton und Joseph Nelson Rose                  | 1923 | Vereinigte Staaten              |                    |                                    |
| Escobariopsis Doweld                                 | Alexander Borissowitsch Doweld                                 | 2000 | Russland                        | Mammillaria        |                                    |
| Escobesseya Hester                                   | John Pinckney Hester                                           | 1945 | Vereinigte Staaten              | Escobaria          |                                    |
| Escobrittonia Doweld                                 | Alexander Borissowitsch Doweld                                 | 2000 | Russland                        | Coryphantha        |                                    |
| Escocoryphantha Doweld                               | Alexander Borissowitsch Doweld                                 | 1999 | Russland                        | Escobaria          |                                    |
| Escontria Rose                                       | Joseph Nelson Rose                                             | 1906 | Vereinigte Staaten              |                    |                                    |
| Espostoa Britton & Rose                              | Nathaniel Lord Britton und Joseph Nelson Rose                  | 1920 | Vereinigte Staaten              |                    |                                    |
| Espostoopsis Buxb.                                   | Franz Buxbaum                                                  | 1968 | Österreich                      |                    |                                    |
| Estevesia P.J.Braun                                  | Pierre Josef Braun                                             | 2009 | Deutschland                     |                    |                                    |
| Eulychnia Phil.                                      | Rudolph Amandus Philippi                                       | 1860 | Deutschland                     |                    |                                    |
| Eurebutia Frič                                       | Alberto Vojtěch Frič                                           | 1935 | Tschechoslowakei                | Rebutia            | nom. inval. Art. 36.1              |
| Facheiroa Britton & Rose                             | Nathaniel Lord Britton und Joseph Nelson Rose                  | 1920 | Vereinigte Staaten              |                    |                                    |
| Ferocactus Britton & Rose                            | Nathaniel Lord Britton und Joseph Nelson Rose                  | 1922 | Vereinigte Staaten              |                    |                                    |
| Floribunda F.Ritter                                  | Friedrich Ritter                                               | 1979 | Deutschland                     | Cipocereus         |                                    |
| Fobea Frič                                           | Alberto Vojtěch Frič                                           | 1925 | Tschechoslowakei                | Escobaria          |                                    |
| Frailea Britton & Rose                               | Nathaniel Lord Britton und Joseph Nelson Rose                  | 1922 | Vereinigte Staaten              |                    |                                    |
| Friesia Frič                                         | Alberto Vojtěch Frič                                           | 1935 | Tschechoslowakei                | Eriosyce           | nom. inval. Art. 32.1c             |
| Furiolobivia Y.Itô                                   | Yoshi Itô                                                      | 1957 | Japan                           | Echinopsis         |                                    |
| Geohintonia Glass & W.A.Fitz Maurice                 | Charles Edward Glass und W. A. Fitz Maurice                    | 1992 | Vereinigte Staaten              |                    |                                    |
| Gerocephalus F.Ritter                                | Friedrich Ritter                                               | 1968 | Deutschland                     | Espostoopsis       | nom. illeg. Art. 52.1              |
| Glandulicactus Backeb.                               | Curt Backeberg                                                 | 1938 | Deutschland                     | Sclerocactus       |                                    |
| Glandulifera Frič                                    | Alberto Vojtěch Frič                                           | 1924 | Tschechoslowakei                | Coryphantha        | nom. illeg. Art. 53.1              |
| Grusonia Rchb. ex Britton & Rose                     | Nathaniel Lord Britton und Joseph Nelson Rose                  | 1919 | Vereinigte Staaten              |                    |                                    |
| Gymnanthocereus Backeb.                              | Curt Backeberg                                                 | 1937 | Deutschland                     | Browningia         |                                    |
| Gymnocactus Backeb.                                  | Curt Backeberg                                                 | 1938 | Deutschland                     | Turbinicarpus      |                                    |
| Gymnocactus V.John & Říha                            | Václav John und Jan Říha                                       | 1981 | Tschechien                      | Turbinicarpus      | nom. illeg. Art. 53.1              |
| Gymnocalycium Pfeiff. ex Mittler.                    | Ludwig Mittler                                                 | 1844 | Deutschland                     |                    |                                    |
| Gymnocereus Backeb.                                  | Curt Backeberg                                                 | 1959 | Deutschland                     | Browningia         |                                    |
| Gymnorebutia Doweld                                  | Alexander Borissowitsch Doweld                                 | 2002 | Russland                        | Weingartia         |                                    |
| Haagea Frič                                          | Alberto Vojtěch Frič                                           | 1926 | Tschechoslowakei                | Mammillaria        | nom. illeg. Art. 53.1              |
| Haageocereus Backeb.                                 | Curt Backeberg                                                 | 1932 | Deutschland                     |                    |                                    |
| Hamatocactus Britton & Rose                          | Nathaniel Lord Britton und Joseph Nelson Rose                  | 1922 | Vereinigte Staaten              | Thelocactus        |                                    |
| Hariota Adans.                                       | Michel Adanson                                                 | 1763 | Frankreich                      | Rhipsalis          |                                    |
| Hariota DC.                                          | Augustin-Pyrame de Candolle                                    | 1834 | Schweiz                         | Hatiora            |                                    |
| Harrisia Britton                                     | Nathaniel Lord Britton                                         | 1908 | Vereinigte Staaten              |                    |                                    |
| Haseltonia Backeb.                                   | Curt Backeberg                                                 | 1949 | Deutschland                     | Cephalocereus      |                                    |
| Hatiora Britton & Rose                               | Nathaniel Lord Britton und Joseph Nelson Rose                  | 1915 | Vereinigte Staaten              |                    |                                    |
| Heliabravoa Backeb.                                  | Curt Backeberg                                                 | 1956 | Deutschland                     | Polaskia           |                                    |
| Helianthocereus Backeb.                              | Curt Backeberg                                                 | 1949 | Deutschland                     | Echinopsis         |                                    |
| Heliocereus Britton & Rose                           | Nathaniel Lord Britton und Joseph Nelson Rose                  | 1909 | Vereinigte Staaten              | Disocactus         |                                    |
| Hertrichocereus Backeb.                              | Curt Backeberg                                                 | 1950 | Deutschland                     | Stenocereus        |                                    |
| Hickenia Britton & Rose                              | Nathaniel Lord Britton und Joseph Nelson Rose                  | 1922 | Vereinigte Staaten              | Parodia            |                                    |
| Hildewintera F.Ritter                                | Friedrich Ritter                                               | 1966 | Deutschland                     | Cleistocactus      |                                    |
| Hildmannia Kreuz. & Buining                          | Kurt G. Kreuzinger und Albert Frederik Hendrik Buining         | 1941 | Tschechoslowakei, Niederlande   | Eriosyce           |                                    |
| Homalocephala Britton & Rose                         | Nathaniel Lord Britton und Joseph Nelson Rose                  | 1922 | Vereinigte Staaten              | Echinocactus       |                                    |
| Horridocactus Backeb.                                | Curt Backeberg                                                 | 1938 | Deutschland                     | Eriosyce           |                                    |
| Hylocereus (A.Berger) Britton & Rose                 | Nathaniel Lord Britton und Joseph Nelson Rose                  | 1909 | Vereinigte Staaten              |                    |                                    |
| Hylorhipsalis Doweld                                 | Alexander Borissowitsch Doweld                                 | 2002 | Russland                        | Rhipsalis          |                                    |
| Hymenorebutia Frič ex Buining                        | Albert Frederik Hendrik Buining                                | 1939 | Niederlande                     | Echinopsis         |                                    |
| Hymenorebulobivia Frič                               | Alberto Vojtěch Frič                                           | 1935 | Tschechoslowakei                | Echinopsis         | nom. inval. Art. 36.1              |
| Islaya Backeb.                                       | Curt Backeberg                                                 | 1934 | Deutschland                     | Eriosyce           |                                    |
| Isolatocereus Backeb.                                | Curt Backeberg                                                 | 1941 | Deutschland                     |                    |                                    |
| Jasminocereus Britton & Rose                         | Nathaniel Lord Britton und Joseph Nelson Rose                  | 1920 | Vereinigte Staaten              |                    |                                    |
| Kadenicarpus Doweld                                  | Alexander Borissowitsch Doweld                                 | 1998 | Russland                        | Turbinicarpus      |                                    |
| Krainzia Backeb.                                     | Curt Backeberg                                                 | 1938 | Deutschland                     | Mammillaria        |                                    |
| Lactomamillaria Frič                                 | Alberto Vojtěch Frič                                           | 1924 | Tschechoslowakei                | Mammillaria        | nom. illeg. Art. 52.1              |
| Lagenosocereus Doweld                                | Alexander Borissowitsch Doweld                                 | 2002 | Russland                        | Stephanocereus     |                                    |
| Lasiocereus F.Ritter                                 | Friedrich Ritter                                               | 1981 | Deutschland                     |                    |                                    |
| Lemaireocereus Britton & Rose                        | Nathaniel Lord Britton und Joseph Nelson Rose                  | 1909 | Vereinigte Staaten              | Pachycereus        |                                    |
| Leocereus Britton & Rose                             | Nathaniel Lord Britton und Joseph Nelson Rose                  | 1920 | Vereinigte Staaten              |                    |                                    |
| Lepidocoryphantha Backeb.                            | Curt Backeberg                                                 | 1938 | Deutschland                     | Coryphantha        |                                    |
| Lepismium Pfeiff.                                    | Ludwig Georg Karl Pfeiffer                                     | 1835 | Deutschland                     |                    |                                    |
| Leptocereus (A.Berger) Britton & Rose                | Nathaniel Lord Britton und Joseph Nelson Rose                  | 1909 | Vereinigte Staaten              |                    |                                    |
| Leptocladia Buxb.                                    | Franz Buxbaum                                                  | 1951 | Österreich                      | Mammillaria        | nom. illeg. Art. 53.1              |
| Leptocladodia Buxb.                                  | Franz Buxbaum                                                  | 1954 | Österreich                      | Mammillaria        |                                    |
| Leuchtenbergia Hook.                                 | William Jackson Hooker                                         | 1848 | Vereinigtes Königreich          |                    |                                    |
| Leucostele Backeb.                                   | Curt Backeberg                                                 | 1953 | Deutschland                     | Echinopsis         |                                    |
| Lobeira Alexander                                    | Edward Johnston Alexander                                      | 1944 | Vereinigte Staaten              | Disocactus         |                                    |
| Lobivia Britton & Rose                               | Nathaniel Lord Britton und Joseph Nelson Rose                  | 1922 | Vereinigte Staaten              | Echinopsis         |                                    |
| Lobiviopsis Frič                                     | Alberto Vojtěch Frič                                           | 1935 | Tschechoslowakei                | Echinopsis         | nom. inval. Art. 36.1              |
| Lodia Mosco & Zanov.                                 | Alessandro Mosco und Carlo Zanovello                           | 2000 | Italien                         | Turbinicarpus      |                                    |
| Lophocereus Britton & Rose                           | Nathaniel Lord Britton und Joseph Nelson Rose                  | 1909 | Vereinigte Staaten              | Pachycereus        |                                    |
| Lophophora J.M.Coult.                                | John Merle Coulter                                             | 1894 | Vereinigte Staaten              |                    |                                    |
| Loxanthocereus Backeb.                               | Curt Backeberg                                                 | 1937 | Deutschland                     | Cleistocactus      |                                    |
| Lymanbensonia Kimnach                                | Myron William Kimnach                                          | 1984 | Vereinigte Staaten              | Lepismium          |                                    |
| Machaerocereus Britton & Rose                        | Nathaniel Lord Britton und Joseph Nelson Rose                  | 1920 | Vereinigte Staaten              | Stenocereus        |                                    |
| Maierocactus E.C.Rost                                | Ernest C. Rost                                                 | 1925 | Deutschland                     | Astrophytum        |                                    |
| Maihuenia Phil.                                      | Rudolph Amandus Philippi                                       | 1883 | Deutschland                     |                    |                                    |
| Maihueniopsis Speg.                                  | Carlo Luigi Spegazzini                                         | 1925 | Argentinien                     |                    |                                    |
| Malacocarpus Salm-Dyck                               | Joseph zu Salm-Reifferscheidt-Dyck                             | 1850 | Deutschland                     | Parodia            |                                    |
| Mamillopsis (E.Morren) F.A.C.Weber ex Britton & Rose | Nathaniel Lord Britton und Joseph Nelson Rose                  | 1923 | Vereinigte Staaten              | Mammillaria        |                                    |
| Mammillaria Haw.                                     | Adrian Hardy Haworth                                           | 1812 | Vereinigtes Königreich          |                    |                                    |
| Mammilloydia Buxb.                                   | Franz Buxbaum                                                  | 1951 | Österreich                      |                    |                                    |
| Marenopuntia Backeb.                                 | Curt Backeberg                                                 | 1950 | Deutschland                     | Grusonia           |                                    |
| Marginatocereus Backeb.                              | Curt Backeberg                                                 | 1942 | Deutschland                     | Pachycereus        |                                    |
| Maritimocereus Akers & Buining                       | John F. Akers und Albert Frederik Hendrik Buining              | 1950 | Vereinigte Staaten, Niederlande | Cleistocactus      |                                    |
| Marniera Backeb.                                     | Curt Backeberg                                                 | 1950 | Deutschland                     | Epiphyllum         |                                    |
| Marshallocereus Backeb.                              | Curt Backeberg                                                 | 1950 | Deutschland                     | Stenocereus        |                                    |
| Masarykia Frič                                       | Alberto Vojtěch Frič                                           | ?    | Tschechoslowakei                | Frailea            | nom. inval. Art. 29.1              |
| Matucana Britton & Rose                              | Nathaniel Lord Britton und Joseph Nelson Rose                  | 1922 | Vereinigte Staaten              |                    |                                    |
| Mediocactus Britton & Rose                           | Nathaniel Lord Britton und Joseph Nelson Rose                  | 1920 | Vereinigte Staaten              | Selenicereus       |                                    |
| Mediolobivia Backeb.                                 | Curt Backeberg                                                 | 1934 | Deutschland                     | Rebutia            |                                    |
| Mediorebutia Frič                                    | Alberto Vojtěch Frič                                           | ?    | Tschechoslowakei                | Rebutia            | nom. inval. Art. 29.1              |
| Melocactus Link & Otto                               | Heinrich Friedrich Link und Christoph Friedrich Otto           | 1827 | Deutschland                     |                    |                                    |
| Mesechinopsis Y.Itô                                  | Yoshi Itô                                                      | 1957 | Japan                           | Echinopsis         |                                    |
| Meyenia Backeb.                                      | Curt Backeberg                                                 | 1931 | Deutschland                     | Weberbauerocereus  | nom. illeg. Art. 53.1              |
| Meyerocactus Doweld                                  | Alexander Borissowitsch Doweld                                 | 1996 | Russland                        | Echinocactus       |                                    |
| Micranthocereus Backeb.                              | Curt Backeberg                                                 | 1938 | Deutschland                     |                    |                                    |
| Micropuntia Daston                                   | Joshua S. Daston                                               | 1947 | Vereinigte Staaten              | Grusonia           |                                    |
| Microspermia Frič                                    | Alberto Vojtěch Frič                                           | 1935 | Tschechoslowakei                | Parodia            | nom. illeg. Art. 52.1              |
| Mila Britton & Rose                                  | Nathaniel Lord Britton und Joseph Nelson Rose                  | 1922 | Vereinigte Staaten              |                    |                                    |
| Miqueliopuntia Frič ex F.Ritter                      | Friedrich Ritter                                               | 1980 | Deutschland                     |                    |                                    |
| Mirabella F.Ritter                                   | Friedrich Ritter                                               | 1979 | Deutschland                     | Cereus             |                                    |
| Mitrocereus Backeb.                                  | Curt Backeberg                                                 | 1942 | Deutschland                     | Pachycereus        |                                    |
| Monvillea Britton & Rose                             | Nathaniel Lord Britton und Joseph Nelson Rose                  | 1920 | Vereinigte Staaten              | Acanthocereus      |                                    |
| Morangaya G.D.Rowley                                 | Gordon Douglas Rowley                                          | 1974 | Vereinigtes Königreich          | Echinocereus       |                                    |
| Mitrocereus Backeb.                                  | Curt Backeberg                                                 | 1942 | Deutschland                     | Pachycereus        |                                    |
| Morawetzia Backeb.                                   | Curt Backeberg                                                 | 1936 | Deutschland                     | Oreocereus         |                                    |
| Myrtillocactus Console                               | Michelangelo Console                                           | 1897 | Italien                         |                    |                                    |
| Myrtillocereus Frič & Kreuz.                         | Alberto Vojtěch Frič und Kurt G. Kreuzinger                    | 1935 | Tschechoslowakei                | Myrtillocactus     | nom. illeg. Art. 52.1              |
| Napina Frič                                          | Alberto Vojtěch Frič                                           | 1928 | Tschechoslowakei                | Neolloydia         | nom. inval. Art. 32.1c             |
| Navajoa Croizat                                      | Léon Camille Marius Croizat                                    | 1943 | Vereinigte Staaten              | Pediocactus        | nom. illeg. Art. 53.1              |
| Neoabbottia Britton & Rose                           | Nathaniel Lord Britton und Joseph Nelson Rose                  | 1921 | Vereinigte Staaten              | Leptocereus        |                                    |
| Neobesseya Britton & Rose                            | Nathaniel Lord Britton und Joseph Nelson Rose                  | 1923 | Vereinigte Staaten              | Escobaria          |                                    |
| Neobinghamia Backeb.                                 | Curt Backeberg                                                 | 1936 | Deutschland                     | × Haagespostoa     |                                    |
| Neobuxbaumia Backeb.                                 | Curt Backeberg                                                 | 1938 | Deutschland                     |                    |                                    |
| Neocardenasia Backeb.                                | Curt Backeberg                                                 | 1949 | Deutschland                     | Neoraimondia       |                                    |
| Neochilenia Backeb. ex Dölz                          | Bruno Dölz                                                     | 1942 | Deutschland                     | Eriosyce           |                                    |
| Neodawsonia Backeb.                                  | Curt Backeberg                                                 | 1949 | Deutschland                     | Cephalocereus      |                                    |
| Neodiscocactus Y.Itô                                 | Yoshi Itô                                                      | 1981 | Japan                           | Discocactus        | nom. inval. Art. 32                |
| Neoevansia W.T.Marshall                              | William Taylor Marshall                                        | 1941 | Vereinigte Staaten              | Peniocereus        |                                    |
| Neogomesia Castañeda                                 | Marcelino Castañeda                                            | 1941 | Mexiko                          | Ariocarpus         |                                    |
| Neohickenia Frič                                     | Alberto Vojtěch Frič                                           | 1935 | Tschechoslowakei                | Parodia            | nom. illeg. Art. 52.1              |
| Neolloydia Britton & Rose                            | Nathaniel Lord Britton und Joseph Nelson Rose                  | 1922 | Vereinigte Staaten              |                    |                                    |
| Neolobivia (Backeb.) Y.Itô                           | Yoshi Itô                                                      | 1957 | Japan                           | Echinopsis         |                                    |
| Neomammillaria Britton & Rose                        | Nathaniel Lord Britton und Joseph Nelson Rose                  | 1923 | Vereinigte Staaten              | Mammillaria        | nom. illeg. Art 52.1               |
| Neonavajoa Doweld                                    | Alexander Borissowitsch Doweld                                 | 1999 | Russland                        | Pediocactus        |                                    |
| Neoporteria Britton & Rose                           | Nathaniel Lord Britton und Joseph Nelson Rose                  | 1922 | Vereinigte Staaten              | Eriosyce           |                                    |
| Neoraimondia Britton & Rose                          | Nathaniel Lord Britton und Joseph Nelson Rose                  | 1920 | Vereinigte Staaten              |                    |                                    |
| Neowerdermannia Frič                                 | Alberto Vojtěch Frič                                           | 1930 | Tschechoslowakei                |                    |                                    |
| Nopalea Salm-Dyck                                    | Joseph zu Salm-Reifferscheidt-Dyck                             | 1850 | Deutschland                     | Opuntia            |                                    |
| Nopalxochia Britton & Rose                           | Nathaniel Lord Britton und Joseph Nelson Rose                  | 1923 | Vereinigte Staaten              | Disocactus         |                                    |
| Normanbokea Kladiwa & Buxb.                          | Leo Kladiwa und Franz Buxbaum                                  | 1969 | Österreich                      | Turbinicarpus      |                                    |
| Nothorhipsalis Doweld                                | Alexander Borissowitsch Doweld                                 | 2002 | Russland                        | Lepismium          |                                    |
| Notocactus (K.Schum.) Frič                           | Alberto Vojtěch Frič                                           | 1928 | Tschechoslowakei                | Parodia            |                                    |
| Obregonia Frič                                       | Alberto Vojtěch Frič                                           | 1925 | Tschechoslowakei                |                    |                                    |
| Oehmea Buxb.                                         | Franz Buxbaum                                                  | 1951 | Österreich                      | Mammillaria        |                                    |
| Ophiorhipsalis (K.Schum.) Doweld                     | Alexander Borissowitsch Doweld                                 | 2002 | Russland                        | Lepismium          |                                    |
| Opuntia Mill.                                        | Philip Miller                                                  | 1754 | Vereinigtes Königreich          |                    |                                    |
| Opuntiopsis Knebel                                   | Gottfried Knebel                                               | 1929 | Deutschland                     | Schlumbergera      | nom. inval. Art. 32.1c             |
| Oreocereus (A.Berger) Riccob.                        | Vincenzo Riccobono                                             | 1909 | Italien                         |                    |                                    |
| Oroya Britton & Rose                                 | Nathaniel Lord Britton und Joseph Nelson Rose                  | 1922 | Vereinigte Staaten              |                    |                                    |
| Ortegocactus Alexander                               | Edward Johnston Alexander                                      | 1961 | Vereinigte Staaten              |                    |                                    |
| Pachycereus Britton & Rose                           | Nathaniel Lord Britton und Joseph Nelson Rose                  | 1909 | Vereinigte Staaten              |                    |                                    |
| Parodia Speg.                                        | Carlo Luigi Spegazzini                                         | 1923 | Argentinien                     |                    |                                    |
| Parrycactus Doweld                                   | Alexander Borissowitsch Doweld                                 | 2000 | Russland                        | Ferocactus         |                                    |
| Parviopuntia Soulaire                                | Jacques Soulaire                                               | 1955 | Frankreich                      | Opuntia            | nom. inval. Art. 36.1, 37.1        |
| Pediocactus Britton & Rose                           | Nathaniel Lord Britton und Joseph Nelson Rose                  | 1913 | Vereinigte Staaten              |                    |                                    |
| Pelecyphora C.Ehrenb.                                | Carl August Ehrenberg                                          | 1843 | Deutschland                     |                    |                                    |
| Peniocereus (A.Berger) Britton & Rose                | Nathaniel Lord Britton und Joseph Nelson Rose                  | 1909 | Vereinigte Staaten              |                    |                                    |
| Pereskia Mill.                                       | Philip Miller                                                  | 1754 | Vereinigtes Königreich          |                    |                                    |
| Pereskiopsis (A.Berger) Britton & Rose               | Nathaniel Lord Britton und Joseph Nelson Rose                  | 1909 | Vereinigte Staaten              |                    |                                    |
| Peronocactus Doweld                                  | Alexander Borissowitsch Doweld                                 | 1999 | Russland                        | Parodia            |                                    |
| Peruvocereus Akers                                   | John F. Akers                                                  | 1947 | Vereinigte Staaten              | Haageocereus       |                                    |
| Peyotl F.Hern.                                       | Francisco Hernandez de Toledo                                  | 1790 | Spanien                         | Lophophora         | nom. inval. Art. 41.3c             |
| Pfeiffera Salm-Dyck                                  | Joseph zu Salm-Reifferscheidt-Dyck                             | 1845 | Deutschland                     | Lepismium          |                                    |
| Phellosperma Britton & Rose                          | Nathaniel Lord Britton und Joseph Nelson Rose                  | 1923 | Vereinigte Staaten              | Mammillaria        |                                    |
| Philippicereus Backeb.                               | Curt Backeberg                                                 | 1942 | Deutschland                     | Eulychnia          |                                    |
| Phyllarthus Neck. ex M.Gómez                         | Manuel Gómez                                                   | 1914 | Kuba                            | Opuntia            | nom. inval. Art 32.1               |
| Phyllocactus Link                                    | Heinrich Friedrich Link                                        | 1829 | Deutschland                     | Epiphyllum         | nom. illeg. Art. 53.1              |
| Pierrebraunia Esteves                                | Eddie Esteves Pereira                                          | 1997 | Brasilien                       |                    |                                    |
| Pilocanthus B.W.Benson & Backeb.                     | Bernard W. Benson und Curt Backeberg                           | 1957 | Deutschland                     | Pediocactus        |                                    |
| Pilocereus K.Schum.                                  | Karl Moritz Schumann                                           | 1894 | Frankreich                      | Pilosocereus       | nom. illeg. Art. 53.1              |
| Pilocopiapoa F.Ritter                                | Friedrich Ritter                                               | 1961 | Deutschland                     | Copiapoa           |                                    |
| Pilosocereus Byles & G.D.Rowley                      | Ronald Stewart Byles und Gordon Douglas Rowley                 | 1957 | Vereinigtes Königreich          |                    |                                    |
| Piptanthocereus (A.Berger) Riccob.                   | Vincenzo Riccobono                                             | 1909 | Italien                         | Cereus             | nom. illeg. Art. 52.1              |
| Platyopuntia Frič                                    | Alberto Vojtěch Frič                                           | 1931 | Tschechoslowakei                | Opuntia            | nom. illeg. Art. 52.1              |
| Plutonopuntia P.V.Heath                              | Paul V. Heath                                                  | 1999 | Vereinigtes Königreich          | Opuntia            |                                    |
| Polaskia Backeb.                                     | Curt Backeberg                                                 | 1949 | Deutschland                     |                    |                                    |
| Porfiria Boed.                                       | Friedrich Bödeker                                              | 1926 | Deutschland                     | Mammillaria        |                                    |
| Praecereus Buxb.                                     | Franz Buxbaum                                                  | 1968 | Österreich                      |                    |                                    |
| Pseudoacanthocereus F.Ritter                         | Friedrich Ritter                                               | 1979 | Deutschland                     |                    |                                    |
| Pseudoespostoa Backeb.                               | Curt Backeberg                                                 | 1934 | Deutschland                     | Espostoa           |                                    |
| Pseudolobivia Backeb.                                | Curt Backeberg                                                 | 1942 | Deutschland                     | Echinopsis         |                                    |
| Pseudomammillaria Buxb.                              | Franz Buxbaum                                                  | 1951 | Österreich                      | Mammillaria        |                                    |
| Pseudomitrocereus Bravo & Buxb.                      | Helia Bravo Hollis und Franz Buxbaum                           | 1961 | Mexiko, Österreich              | Pachycereus        |                                    |
| Pseudonopalxochia Backeb.                            | Curt Backeberg                                                 | 1958 | Deutschland                     | Disocactus         | nom. inval. Art. 36.1              |
| Pseudopilocereus Buxb.                               | Franz Buxbaum                                                  | 1968 | Österreich                      | Pilosocereus       |                                    |
| Pseudorhipsalis Britton & Rose                       | Nathaniel Lord Britton und Joseph Nelson Rose                  | 1923 | Vereinigte Staaten              |                    |                                    |
| Pseudoselenicereus Innes                             | Clive Frederick Innes                                          | 1978 | Vereinigtes Königreich          | Selenicereus       | nom. inval. Art. 36.1, 37.1        |
| Pseudosolisia Y.Itô                                  | Yoshi Itô                                                      | 1981 | Japan                           | Turbinicarpus      | nom. illeg. Art. 52.1              |
| Pseudotephrocactus Frič                              | Alberto Vojtěch Frič                                           | 1933 | Tschechoslowakei                | Maihueniopsis      |                                    |
| Pseudozygocactus Backeb.                             | Curt Backeberg                                                 | 1938 | Deutschland                     | Hatiora            |                                    |
| Pterocactus K.Schum.                                 | Karl Moritz Schumann                                           | 1897 | Deutschland                     |                    |                                    |
| Pterocereus T.MacDoug. & Miranda                     | Thomas Baillie MacDougall und Faustino Miranda                 | 1954 | Mexiko                          | Pachycereus        |                                    |
| Puebloa Doweld                                       | Alexander Borissowitsch Doweld                                 | 1999 | Russland                        | Pediocactus        |                                    |
| Puna R.Kiesling                                      | Roberto Kiesling                                               | 1982 | Argentinien                     | Maihueniopsis      |                                    |
| Pygmaeocereus H.Johnson & Backeb.                    | Joseph Harry Johnson und Curt Backeberg                        | 1957 | Vereinigte Staaten, Deutschland |                    |                                    |
| Pyrrhocactus A.Berger                                | Alwin Berger                                                   | 1929 | Deutschland                     | Eriosyce           |                                    |
| Quiabentia Britton & Rose                            | Nathaniel Lord Britton und Joseph Nelson Rose                  | 1923 | Vereinigte Staaten              |                    |                                    |
| Rapicactus Buxb. & Oehme                             | Franz Buxbaum und Hanns Oehme                                  | 1942 | Österreich, Deutschland         | Turbinicarpus      |                                    |
| Rathbunia Britton & Rose                             | Nathaniel Lord Britton und Joseph Nelson Rose                  | 1909 | Vereinigte Staaten              | Stenocereus        |                                    |
| Rauhocereus Backeb.                                  | Curt Backeberg                                                 | 1956 | Deutschland                     |                    |                                    |
| Rebulobivia Frič                                     | Alberto Vojtěch Frič                                           | 1935 | Tschechoslowakei                | Echinopsis         | nom. inval. Art. 36.1              |
| Rebutia K.Schum.                                     | Karl Moritz Schumann                                           | 1895 | Deutschland                     |                    |                                    |
| Reicheocactus Backeb.                                | Curt Backeberg                                                 | 1942 | Deutschland                     | Echinopsis         |                                    |
| Rhipsalidopsis Britton & Rose                        | Nathaniel Lord Britton und Joseph Nelson Rose                  | 1923 | Vereinigte Staaten              | Hatiora            |                                    |
| Rhipsalis Gaertn.                                    | Joseph Gärtner                                                 | 1788 | Deutschland                     |                    |                                    |
| Rhodocactus (A.Berger) F.M.Knuth                     | Frederik Marcus Knuth                                          | 1930 | Dänemark                        | Pereskia           |                                    |
| Rimacactus Mottram                                   | Roy Mottram                                                    | 2001 | Vereinigtes Königreich          | Eriosyce           |                                    |
| Ritterocactus Doweld                                 | Alexander Borissowitsch Doweld                                 | 1999 | Russland                        | Parodia            |                                    |
| Ritterocereus Backeb.                                | Curt Backeberg                                                 | 1942 | Deutschland                     | Stenocereus        |                                    |
| Rodentiophila F.Ritter                               | Friedrich Ritter                                               | 1958 | Deutschland                     | Eriosyce           | nom. inval. Art. 36.1, 37.1        |
| Rooksbya (Backeb.) Backeb.                           | Curt Backeberg                                                 | 1942 | Deutschland                     | Carnegiea          |                                    |
| Roseocactus A.Berger                                 | Alwin Berger                                                   | 1925 | Deutschland                     | Ariocarpus         |                                    |
| Roseocereus Backeb.                                  | Curt Backeberg                                                 | 1938 | Deutschland                     | Harrisia           |                                    |
| Salmiopuntia Frič                                    | Alberto Vojtěch Frič                                           | 1935 | Tschechoslowakei                | Opuntia            | nom. inval. Art. 36.1              |
| Salmonopuntia P.V.Heath                              | Paul V. Heath                                                  | 1999 | Vereinigtes Königreich          | Opuntia            |                                    |
| Salpingolobivia Y.Itô                                | Yoshi Itô                                                      | 1957 | Japan                           | Echinopsis         |                                    |
| Samaipaticereus Cárdenas                             | Martín Cárdenas                                                | 1952 | Bolivien                        |                    |                                    |
| Schlumbergera Lem.                                   | Charles Lemaire                                                | 1858 | Frankreich                      |                    |                                    |
| Sclerocactus Britton & Rose                          | Nathaniel Lord Britton und Joseph Nelson Rose                  | 1922 | Vereinigte Staaten              |                    |                                    |
| Scoparebutia Frič                                    | Alberto Vojtěch Frič                                           | 1933 | Tschechoslowakei                | Rebutia            | nom. inval. Art. 32.1c, 36.1       |
| Selenicereus (A.Berger) Britton & Rose               | Nathaniel Lord Britton und Joseph Nelson Rose                  | 1909 | Vereinigte Staaten              |                    |                                    |
| Sericocactus Y.Itô                                   | Yoshi Itô                                                      | 1957 | Japan                           | Parodia            |                                    |
| Seticereus Backeb.                                   | Curt Backeberg                                                 | 1942 | Deutschland                     | Cleistocactus      |                                    |
| Seticleistocactus Backeb.                            | Curt Backeberg                                                 | 1967 | Deutschland                     | Cleistocactus      |                                    |
| Setiechinopsis (Backeb.) de Haas                     | T. de Haas                                                     | 1940 | Niederlande                     | Echinopsis         |                                    |
| Setirebutia Frič                                     | Alberto Vojtěch Frič                                           | 1935 | Tschechoslowakei                | Rebutia            | nom. inval. Art. 36.1              |
| Siccobaccatus P.J.Braun & Esteves                    | Pierre Josef Braun und Eddie Esteves Pereira                   | 1990 | Deutschland, Brasilien          |                    |                                    |
| Soehrensia Backeb.                                   | Curt Backeberg                                                 | 1938 | Deutschland                     | Echinopsis         |                                    |
| Solisia (A.Berger) Britton & Rose                    | Nathaniel Lord Britton und Joseph Nelson Rose                  | 1923 | Vereinigte Staaten              | Mammillaria        |                                    |
| Spegazzinia Backeb.                                  | Curt Backeberg                                                 | 1934 | Deutschland                     | Weingartia         | nom. illeg. Art 53.1               |
| Spinicalycium Frič                                   | Alberto Vojtěch Frič                                           | 1935 | Tschechoslowakei                | Acanthocalycium    | nom. inval. Art. 36.1              |
| Stenocactus (K.Schum.) A.Berger                      | Alwin Berger                                                   | 1929 | Deutschland                     |                    |                                    |
| Stenocereus (A.Berger) Riccob.                       | Vincenzo Riccobono                                             | 1909 | Italien                         |                    |                                    |
| Stephanocereus A.Berger                              | Alwin Berger                                                   | 1926 | Deutschland                     |                    |                                    |
| Stetsonia (A.Berger) Britton & Rose                  | Nathaniel Lord Britton und Joseph Nelson Rose                  | 1920 | Vereinigte Staaten              |                    |                                    |
| Strombocactus (A.Berger) Britton & Rose              | Nathaniel Lord Britton und Joseph Nelson Rose                  | 1922 | Vereinigte Staaten              |                    |                                    |
| Strophocactus (A.Berger) Britton & Rose              | Nathaniel Lord Britton und Joseph Nelson Rose                  | 1913 | Vereinigte Staaten              | Selenicereus       |                                    |
| Submatucana Backeb.                                  | Curt Backeberg                                                 | 1959 | Deutschland                     | Matucana           |                                    |
| Subulatopuntia Frič & Schelle                        | Alberto Vojtěch Frič und Ernst Schelle                         | 1935 | Tschechoslowakei, Deutschland   | Opuntia            | nom. inval. Art. 36.1              |
| Subpilocereus Backeb.                                | Curt Backeberg                                                 | 1938 | Deutschland                     | Cereus             |                                    |
| Sulcorebutia Backeb.                                 | Curt Backeberg                                                 | 1951 | Deutschland                     |                    |                                    |
| Tacinga (A.Berger) Britton & Rose                    | Nathaniel Lord Britton und Joseph Nelson Rose                  | 1919 | Vereinigte Staaten              |                    |                                    |
| Tephrocactus Lem.                                    | Charles Lemaire                                                | 1868 | Frankreich                      |                    |                                    |
| Thelocactus (K.Schum.) Britton & Rose                | Nathaniel Lord Britton und Joseph Nelson Rose                  | 1922 | Vereinigte Staaten              |                    |                                    |
| Thelocephala Y.Itô                                   | Yoshi Itô                                                      | 1957 | Japan                           | Eriosyce           |                                    |
| Thelomastus Frič                                     | Alberto Vojtěch Frič                                           | 1935 | Tschechoslowakei                | Thelocactus        | nom. inval. Art. 36.1              |
| Thrixanthocereus Backeb.                             | Curt Backeberg                                                 | 1937 | Deutschland                     | Espostoa           |                                    |
| Torreycactus Doweld                                  | Alexander Borissowitsch Doweld                                 | 1998 | Russland                        | Thelocactus        |                                    |
| Toumeya Britton & Rose                               | Nathaniel Lord Britton und Joseph Nelson Rose                  | 1922 | Vereinigte Staaten              |                    |                                    |
| Trichocereus Riccob.                                 | Vincenzo Riccobono                                             | 1909 | Italien                         | Echinopsis         |                                    |
| Tunilla D.R.Hunt & Iliff                             | David Richard Hunt und James Iliff                             | 2000 | Vereinigtes Königreich          |                    |                                    |
| Turbinicarpus Buxb. & Backeb.                        | Franz Buxbaum und Curt Backeberg                               | 1937 | Österreich, Deutschland         |                    |                                    |
| Uebelmannia Buining                                  | Albert Frederik Hendrik Buining                                | 1967 | Niederlande                     |                    |                                    |
| Ursopuntia P.V.Heath                                 | Paul V. Heath                                                  | 1999 | Vereinigtes Königreich          | Tephrocactus       |                                    |
| Utahia Britton & Rose                                | Nathaniel Lord Britton und Joseph Nelson Rose                  | 1922 | Vereinigte Staaten              | Pediocactus        |                                    |
| Vatricania Backeb.                                   | Curt Backeberg                                                 | 1950 | Deutschland                     | Espostoa           |                                    |
| Weberbauerocereus Backeb.                            | Curt Backeberg                                                 | 1942 | Deutschland                     |                    |                                    |
| Weberocereus Britton & Rose                          | Nathaniel Lord Britton und Joseph Nelson Rose                  | 1909 | Vereinigte Staaten              |                    |                                    |
| Weingartia Werderm.                                  | Erich Werdermann                                               | 1937 | Deutschland                     |                    |                                    |
| Werckleocereus Britton & Rose                        | Nathaniel Lord Britton und Joseph Nelson Rose                  | 1909 | Vereinigte Staaten              | Weberocereus       |                                    |
| Wigginsia D.M.Porter                                 | Duncan MacNair Porter                                          | 1964 | Vereinigte Staaten              | Parodia            |                                    |
| Wilcoxia Britton & Rose                              | Nathaniel Lord Britton und Joseph Nelson Rose                  | 1909 | Vereinigte Staaten              | Echinocereus       |                                    |
| Wilmattea Britton & Rose                             | Nathaniel Lord Britton und Joseph Nelson Rose                  | 1920 | Vereinigte Staaten              | Hylocereus         |                                    |
| Winteria F.Ritter                                    | Friedrich Ritter                                               | 1962 | Deutschland                     | Cleistocactus      | nom. illeg. Art. 53.1              |
| Winterocereus Backeb.                                | Curt Backeberg                                                 | 1966 | Deutschland                     | Cleistocactus      | nom. illeg. Art. 52.1              |
| Wittia K.Schum.                                      | Karl Moritz Schumann                                           | 1903 | Deutschland                     | Pseudorhipsalis    | nom. illeg. Art. 53.1              |
| Wittiocactus Rauschert                               | Stephan Rauschert                                              | 1982 | Deutschland                     | Pseudorhipsalis    |                                    |
| Yavia R.Kiesling                                     | Roberto Kiesling und Jörg Piltz                                | 2001 | Argentinien, Deutschland        |                    |                                    |
| Yungasocereus F.Ritter                               | Friedrich Ritter                                               | 1980 | Deutschland                     |                    |                                    |
| Zehntnerella Britton & Rose                          | Nathaniel Lord Britton und Joseph Nelson Rose                  | 1920 | Vereinigte Staaten              | Facheiroa          |                                    |
| Zygocactus K.Schum.                                  | Karl Moritz Schumann                                           | 1890 | Deutschland                     | Schlumbergera      |                                    |
| Zygocereus Frič                                      | Alberto Vojtěch Frič                                           | 1935 | Tschechoslowakei                | Schlumbergera      | nom. illeg. Art. 52.1              |

## Nachweise